# Marta Barbarà Alà
Marta Barbarà Alà   (10 de setembre de 1970) és una actriu i directora de doblatge catalana. Entre les actrius que ha doblat habitualment, es poden mencionar Drew Barrymore (per exemple, a Scream), Scarlett Johansson (a Match Point), Eva Green (Casino Royale), Bryce Dallas Howard (a la saga de Jurassic World) i Eva Mendes.
Va començar al món del doblatge a l'estudi QT-Lever de Barcelona. Entre les primeres veus que ha interpretat es troben alguns personatges de Tom i Jerry. Ha posat veu a diversos personatges animats, com l'Helena de Les tres bessones, en Krilin de Bola de Drac i el protagonista de la sèrie Fly, a més de diferents princeses Disney tant en català com en castellà. Entre els personatges de Disney, destaquen Pocahontas de la pel·lícula homònima, l'Esmeralda d'El geperut de Notre Dame, la Nala adulta de The Lion King, i la princesa Jasmine d'Aladdin. També ha doblat personatges infantils secundaris com a Cinema Paradiso. A banda, va posar la veu al personatge de Stormfront de la sèrie The Boys, d'Amazon Prime Video.
Dirigeix l'escola de doblatge First Rec de Vilassar de Dalt, juntament amb el tècnic de so Raül Marsal. També ha fet alguns papers per a televisió, a la sèrie catalana Nissaga de poder, i per a teatre, per exemple a l'obra Las bellacas dirigida per Carla Torres Danés.
És filla de la també actriu Marta Padovan.